# Олександр Комулович
Олександр Комулович (Комулей, Allessandro di Comolo, 1548 — 11 червня 1608) — абат, католицький місіонер, єзуїт, дипломат, далматинець з міста Спалато (Спліт).
Разом з єзуїтом Раджиє, об'їздив в 1584–1587 рр. Балканський півострів, насаджуючи католицизм. Комулей, який знав слов'янські мови, 1594 року відправився до князя трансільванського і до воєводи молдавського підіймати їх проти турків. Істотних результатів його місія не мала. У Польщі Комулею за сприяння М. Язловецького вдалося організувати шеститисячний загін козаків, але похід їх скінчився нічим.